# Horst Arthur Hunger
Horst Arthur Hunger (* 7. Juni 1931 in Dresden; † 9. Februar 2018 in Leipzig) war ein deutscher Rechtsmediziner und Sportmediziner. Er war Professor an der Universität Leipzig.

## Werdegang
Nach seinem Schulabschluss studierte Hunger von 1949 bis 1955 Medizin an der Universität Leipzig, ab 1953 Karl-Marx-Universität Leipzig. Im Jahr seines Studienabschlusses erlangte er den Grad eines Doktors der Medizin; Thema der Dissertation war der Einfluss von Adenosintriphosphorsäure (ATP) auf die Arbeitsökonomie. Nach einem Pflichtjahr als Assistenzarzt wurde er wissenschaftlicher Mitarbeiter in Leipzig und ließ sich bis 1959 zum Facharzt für Gerichtliche Medizin ausbilden; seine Lehrer waren Siegfried Krefft, Otto Prokop und Wolfgang Dürwald. In die Zeit der sich anschließenden Tätigkeit als Oberarzt am Leipziger Institut für Gerichtliche Medizin und Kriminalistik fiel eine zweite Facharztausbildung zum Sportmediziner. 1967 konnte er sich unter Dürwald in Leipzig habilitieren; in seiner Habilitationsschrift befasste er sich mit der Liegezeitbestimmung von Skeletten. 
Es folgte 1970 ein Wechsel an die Medizinische Akademie Erfurt, wo Hunger zunächst als Gastdozent wirkte und 1974 den neu errichteten Lehrstuhl für Gerichtliche Medizin erhielt. Als er schwer erkrankte, wurde seine Abteilung zunächst unter kommissarische Leitung eines Kollegen gestellt, bevor Hunger 1980 erneut an die Karl-Marx-Universität Leipzig wechselte und zunächst als außerplanmäßiger Professor, ab 1987 als ordentlicher Professor für Gerichtliche Medizin lehrte. Als Nachfolger Dürwalds leitete Hunger das Institut ab 1989 als Direktor. 
Im Jahr 1995 wurde Horst Arthur Hunger emeritiert. 
Hunger war Mitglied der Deutschen Gesellschaft für Rechtsmedizin und der Deutschen Gesellschaft für Verkehrsmedizin. Von 1974 bis 1989 war Hunger Mitglied der Sozialistischen Einheitspartei Deutschlands, SED.

## Leistungen
Hunger ging vielfältigen rechtsmedizinischen Fragestellungen nach; die Ergebnisse seiner Untersuchungen führten zu einer Vielzahl von Veröffentlichungen in Zeitschriften und Sammelbänden. Besonders hervorzuheben ist sein Kompendium der Methoden und Aspekte der Untersuchung des menschlichen Skeletts, das sich im viel genutzten Buch Identifikation findet.

## Werke
- Einfluss von Adenosintriphosphorsäure auf die Arbeitsökonomie. Karl-Marx-Universität Leipzig 1955. (Dissertation)
- Untersuchungen zum Problem der Liegezeitbestimmung an menschlichen Skeletten. Karl-Marx-Universität Leipzig 1967. (Habilitationsschrift)
- Identifikation. Springer, Berlin 1978, ISBN 978-3-642-66995-8. (Herausgeber)
- Lexikon der Rechtsmedizin. Barth, Leipzig 1993. ISBN 978-3-335-00253-6. (Herausgeber)

## Ehrungen
- Titel Medizinalrat, 1969; später Obermedizinalrat
- Richard-Kockel-Medaille der Gesellschaft für Gerichtliche Medizin der DDR